# تپه قوریچیا
تپه قوریچیا در شهرستان بیجار، بخش چنگ الماس، روستای جور وندی واقع شده و این اثر در تاریخ ۱۰ دی ۱۳۸۱ با شمارهٔ ثبت ۶۹۲۷ به‌عنوان یکی از آثار ملی ایران به ثبت رسیده است.